# قربلاط

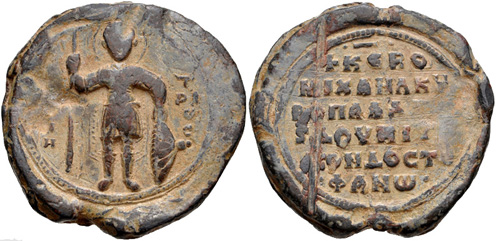

القُربَلاط إحدى مراتب تشريف في الإمبراطورية البيزنطية ومن أعلاها منذ عهد جستنيان الأول حتى القرن الثاني عشر.